# Peperomia rubrivenosa
Peperomia rubrivenosa är en pepparväxtart som beskrevs av C. Dc.. Peperomia rubrivenosa ingår i släktet peperomior, och familjen pepparväxter. Inga underarter finns listade i Catalogue of Life.